# Yannick Agnel
Yannick Agnel (* 9. června 1992 Nîmes) je francouzský plavec. Specializuje se na plavání volným stylem. Je držitelem dvou zlatých olympijských medailí.

## Sportovní kariéra
Mezi dospělými se prosadil výrazněji v roce 2010 na evropském šampionátu, kde zvítězil na trati 400 m volný způsob, byl členem medailových štafet na mistrovství Evropy i mistrovství světa v krátkém bazénu.
V roce 2011 na mistrovství světa v Šanghaji vybojoval s francouzskou štafetou na 4 × 200 metrů stříbro, v individuálních závodech na svých oblíbených tratích skončil na pátém resp. šestém místě.

### Letní olympijské hry 2012
Výrazně se do povědomí zapsal vystoupením na olympiádě v Londýně. Ve štafetovém závodě na 4 × 100 metrů plaval ve finále poslední úsek a v závěru předstihl Američana Ryana Lochteho. Vybojoval tak pro Francii zlato a hvězdnou americkou štafetu odsunul na druhé místo. Agnel zaplaval nejrychlejší úsek z celého startovného pole. O den později zvítězil na trati 200 metrů volný způsob a před druhými v pořadí (Korejcem Park Te-Hwanem a Číňanem Sun Jangem měl náskok 1,79 sekundy. Se štafetou 4x200m vybojoval ještě stříbro, na individuální stometrové trati v osobním rekordu 47,84 dohmátl čtvrtý pouze 0,04 sekundy za bronzovou medailí.